# Marcusenius friteli
Marcusenius friteli és una espècie de peix pertanyent a la família dels mormírids i a l'ordre dels osteoglossiformes.

## Etimologia
Marcusenius fa referència a l'ictiòleg Johann Marcusen, mentre que l'epítet friteli honora la figura del paleobiòleg Paul-Honore Fritel (1867-1927), el qual fou col·lega de Pellegrin al Museu Nacional d'Història Natural de París.

## Descripció
Fa 13,5 cm de llargària màxima.

## Hàbitat i distribució geogràfica
És un peix d'aigua dolça, demersal i de clima tropical, el qual viu a Àfrica: la conca mitjana del riu Congo a la República Democràtica del Congo i la República del Congo, incloent-hi la regió del riu Tshuapa, el llac Pool Malebo i la regió Léfini-Likouala.

## Observacions
És inofensiu per als humans i el seu índex de vulnerabilitat és baix (12 de 100).